# Флоддей (острова Барра)
Флоддей (англ. Flodday) — остров в составе Внешних Гебридских островов у северо-западного побережья Шотландии. Один из группы островов Барры. Площадь острова составляет 23 га (0,23 км2). Высшая точка — 43 метра.
Лежит в 1,6 км к западу от Сандрея. Остров состоит из трех частей, между двумя большими имеется естественная каменная арка. На западной стороне Флоддея находятся чёрные скалы.
На острове есть небольшая колония серых тюленей; также здесь обитает Argynnis aglaja scotica — подвид перламутровки Аглая.
Флоддей необитаем.